# Diomid Strungaru
Diomid Strungaru (n. 16 mai 1911, Chirileni, raionul Ungheni, județul Bălți din Basarabia – d. 22 noiembrie 1998, București) a fost un profesor universitar,  filolog, etnolog, sociolog și slavist român basarabean. În anul 1973, pentru activitatea sa științifică, a fost decorat cu „Ordinul Muncii, Clasa a III-a”.

## Biografie
Diomid Strungaru, fiul Teodosiei (1881 – ?) și al lui Grigore Strungaru (1875 – 1944), s-a născut l-a Chirileni, sat de răzeși moldoveni, atestat din a doua jumătate a secolului al XVIII-lea, într-o familie foarte numeroasă. Ecaterina (Catinca), (1898 – 1944), Emilian (1900 – ?), Iftodie (1907 – 1929), sora geamănă Domnica (16 mai 1911 – ?), Gheorghe și Maricica sunt o parte dintre cei 10 frații ai săi.
Diomid a avut o copilărie grea. A terminat școala primară în satul natal, apoi a continuat studiile la Liceul "Mihai Eminescu" din Chișinău.
După promovarea bacalaureatului, în anul 1930 s-a înscris la Facultatea de Litere și Filozofie, secția "Filologie Modernă" a Universității Iași. În perioada studenției, de multe ori sâmbăta, mergea pe jos, după mâncare, acasă, la Chirileni. 
A susținut examenul de licență, în anul 1935 și a rămas asistent al profesorului Ilie Bărbulescu, la catedra de „Limbi Slavice”, a Universității Iași. În anul 1937 a obținut o bursă pentru doctorat, la Universitatea din Varșovia, Polonia. În anul 1937 Diomid Strungaru a fost ales vicepreședinte al ,,Asociației internaționale a studenților, P.A.Z.Z.M.”, (Asociația studenților străini care număra peste 200 de membrii intelectuali din majoritatea țărilor europene, America, Africa și Asia), Liga din Varșovia în anul 1937 și președinte al asociației în  anului 1939 . În cadrul asociației a fost lector onorific și a predat limba română, la Secția română. În vara anului 1938 a participat la Cursurile de vară despre cultura poloneză și a fost printre puținii absolvenți care au obținut calificativul ,,foarte bine” la examenul final, iar la reuniunea finală a cursurilor, de la Poznań a fost unul dintre cei 4 cursanți care au luat cuvântul. În septembrie 1939, din cauza izbucnirii războiului a întrerupt studiile.
După revenirea în țară s-a implicat în ajutorarea refugiaților polonezi, publicând un manual și un dicționar polono-român, la sfârșitul anului 1939. În lunile noiembrie și decembrie ale anului 1939, precum și în primele luni ale anului 1940 a predat, onorific, lecții de limba română refugiaților de la „Casa Polonă”, din București și a funcționat ca translator voluntar, la Prefectura Poliției Capitalei, pentru înregistrarea acestora. S-a angajat la Institutul Central de Statistică din București, de pe lângă Consiliul de Miniștri. Totodată a fost redactor la revistele „Moldova Nouă”, și „Cartea Moldovanului”, precum și la gazeta „Transnistria”. În gazeta „Transnistria” a publicat peste 40 de articole multe dintre acestea cu caracter etnografic.
La începutul anului 1940 s-a căsătorit cu Claudia Smochină, fiica academicianului Nichita Smochină. În noiembrie 1940 s-a născut fiica lor, Veronica.
La 22 august 1943 a fost detașat de la Institutul Central de Statistică la „Președinția Consiliului de Miniștri, Cabinetul Basarabiei, Bucovinei și Transnistriei (C.B.B.T.)”, iar apoi la „Direcția Muncii a Guvernământului Transnistria” (Adresa nr.512412 din 19 octombrie 1943 a „Președinției Consiliului de Miniștri, Cabinetul pentru Administrarea și Organizarea Basarabiei și Transnistriei). A făcut parte din „Comisia de pregătire a materialului interesând Transnistria, în vederea conferinței de pace” (Adresa C.B.B.T. nr. 510663 din 5 august 1943), din „Echipa de repatriere a românilor refugiați din teritoriile evacuate” (Ordinul 544429 din 23 septembrie 1943 al Conducătorului Statului), din „Comisia pentru repatrierea românilor de peste Bug” (Decizia nr. 6058 din 1943 a Departamentului Guvernatorului Civil al Transnistriei) și din „Comisia de evacuare a moldovenilor din Odesa” (Decizia 743 din 23 martie 1944).
După august 1944, familia a fost mult timp prigonită. Singurul salariat al familiilor Strungaru și Smochină, formate și din 10 persoane a fost, o lungă perioadă de timp, Diomid, iar acesta a fost muncitor necalificat, zilier etc. Începând din 1952, atât el cât și soția și socrul său au fost urmăriți și anchetați de organele de securitate, propunându-se chiar arestarea lor. 
Cu ajutorul colegilor, în anul 1954 a reușit să se angajeze ca magazioner la „Institul de Studii Româno-Sovietic”. Aici a progresat ajungând redactor și în final redactor principal. În anul 1965 a fost reprimit în învățământul superior, la Institutul Pedagogic Constanța, actuala Universitate „Ovidius”. A susținut Teza de doctorat, la Universitatea din București.
În anul 1973 a ieșit la pensie. Ca o recunoaștere a meritelor sale în activitatea științifică și didactică, cu toate ca nu era membru P.C.R., i s-a conferit Ordinul Muncii, Clasa a III-a.
A continuat activitatea științifică publicând lucrări în domeniul slavisticii și lingvisticii. A fost membru a Asociației Slaviștilor din România. Nu a fost membru al niciunui partid politic.
După anul 1990 a reușit să se întâlnească cu câteva rude din Basarabia, însă nu a reușit să-și viziteze locurile natale.
A murit duminică, 22 noiembrie 1998 și a fost îngropat în locul de veci al familiei, din Cimitirul Reînvierea, București.

## Activitate științifică

### Lucrări publicate
- Texte slave și româno-slave. Fragmente de limba slavă veche, pentru uzul studenților. Curs litografiat, Universitatea Iași, 1936.
- „Istoricul acuzativului cu pre (pe) din limba română”. Arhiva, Iași, anul XLIII, nr. 1-2, 1936, pp. 115-127
- „Din graiul basarabean”. Arhiva, Iași, anul XLIII, nr. 3-4, 1936, pp. 228-247.
- Sloownik Rumuńsko-Polski; (Dicționar româno-polon). Editura Bucovina, București, 1939
- Podręczik języku rumuńkiego, (Manual de limba română). Editura Bucovina, București, 1939.
- Die modaviche Sprache: under fälschter Teil der rumänischen Sprache, (Limba moldovenească parte reală a limbii române). Broșură București, 1941.
- „Folclorul moldovenimei orientale”. Moldova Nouă, București, 1941, pp. 109-132.
- „Frați moldoveni, vorbiți, citiți și scrieți românește”. Cartea Moldovanului, București,1943, pp. 7-10.
- „Citind literatura transnistreană”, Cartea Moldovanului, București, 1943, pp. 121-122.
- „Literatura populară transnistreană, prețioasă chezășie a împlinirii neamului”, Cartea Moldovanului, București, 1943, pp. 133-137.
- „O viața canonită ca atâtea altele”. Cartea Moldovanului, București, 1943, pp. 183-185.
- „Gramatica lui Smotrițki și prima gramatică românească”. Romanoslavica, București, anul IV, 1960, pp. 289-307.
- „Contribuții la interpretarea grafiei chirilice: I. Criteriile suprascrierii literelor”. Limba română, București, anul X, nr. 5, 1961, pp. 474-487.
- „Contribuții la interpretarea grafiei chirilice: II. Problema dispariției lui i final în limba română”. Limba română, București, anul X nr. 6, 1961, pp. 606-610.
- „Contribuții la interpretarea grafiei chirilice: III. Problema dispariției lui u final în limba română”. Limba română, București, anul XI, nr. 5, 1962, pp. 582-594.
- „Cel mai vechi cronograf românesc de proveniență rusă”. Romanoslavica, București, anul X, 1964, pp. 89-99.
- „Cronografe românești de proveniență rusă”, Omagiu lui Petre Constantinescu-Iași, București, 1965, pp. 363-368.
- „Cărți de valoare veche cehe și slovace în expozițiile organizate de la noi”. Studii și Cercetări de Documentare și Bibiologie, București, anul VIII, nr. 3, 1965, p. 381.
- „Cu privire la transcrierea textelor chirilice”. Limba română, București, anul XV, nr. 2, 1966, pp. 145-161.
- „Începuturile lexicografiei române”. Romanoslavica, București, anul XIII, 1966, pp. 141-158.
- „Este atestat să în secolul al XVI-lea?”, Limba română, București, anul XVI, nr. 1, 1967, pp. 77-80.
- „Vechi mențiuni despre Ovidiu”. Tomis, Constanța, anul II, nr. 2, februarie 1967.
- „Aspectul arhaic și componența istorică, a vocabularului limbii române din secolul al XVII-lea” Lucrări științifice, Filologie, Institutul Pedagogic Constanța, 1970, pp. 89-95.
- „Ioan Bogdan și Ilie Bărbulescu corespondență inedită”. Tomis, Constanța, anul V, nr. 3, martie 1970.
- „Versificația românească până la Dosoftei”, Actele celui de al XII-lea Congres International de lingvistică și filologie romanică: Tire a part Română, Editura Academiei Române, Iași, 1971, pp. 463-469.
- „Precizări la o veche gramatică românească”, Tomis, Constanța, anul VI, nr. 4, aprilie 1971.
- „Slavistica, disciplină auxiliară a filologiei române. Reactualizarea unei concepții fundamentale a lui Ilie Bărbulescu”. Analele Științifice ale Universității Al. I. Cuza din Iași, seria nouă, secțiunea a III-a, lingvistica, tom XVII, 1971, pp. 7-13.
- „Slaviștii români în lumina unei corespondențe inedite”. Romanoslavica, București, anul XVIII, 1972, pp. 333-346.
- Staicu Gramaticul. Contribuții la istoria scrisului românesc din secolul al XVI-lea. Teza de doctorat, București, 1973.
- „Pe marginea interpretării normelor ortografice în recentele ediții în două gramatici românești”, Limba română, București, anul XXV, nr. 2 (197), 1976.
- „Derivatele cu sufixul-ame atestate în secolul al XVII-lea numai în Anonymus Carasebesiensis?”. Studii și cercetări lingvistice, București, anul XXVII, nr. 5, 1976.
- „Terminația uri la plurarul neutrelor atestată în secolul al XV-lea?”. Studii și cercetări lingvistice, Anul XXVII, nr. 6, 1976, pp. 639-641
- „Un topic compus Vai-de-e-i în secolul al XV-lea?”. Studii și cercetări lingvistice, București, anul XXVIII, nr. 1, 1977, pp. 87-89.
- „Palatizarea lui m și p este atestată în secolul al XVI-lea?”. Studii și cercetari lingvistice, București, anul XXVIII, nr. 4, 1977, p. 447.
- „Este atestată palatalizarea lui lui b în Apostolul popii Bratu (1559 -1560)”, Studii și cercetări lingvistice, București, anul XXX, nr. 1, 1979.
- „Elucidarea formelor chirdosi și presi atestate în secolul al XVI-lea”. Studii și cercetări lingvistice, București, anul XXXVI, 1985, pp. 546-549.
- „Asupra etimologiei verbului a cira”, Studii și cercetări lingvistice, București, anul XXXVIII,1987, pp. 38-46.
- Însemnări despre românii din răsărit,  Editura StudIS, Iași, 2021, post-mortem.

### Recenzii și articole
- REVISTA ARHIVA IAȘI: 6 recenzii și cronici, 1936 - 1939.
- ECHIPA DE IDENTIFICARE A  ROMÂNILOR DE LA EST DE BUG: 6 lucrări, iunie 1941 – iunie 1942.
- COTIDIANUL TRANSNISTRIA: 40 de articole, iulie 1941 - octombrie 1942.
- REVISTA CENTRULUI  DE DOCUMENTARE ȘTIINȚIFICĂ  AL  ACADEMIEI  ROMÂNE: 31 recenzii și referate, 1965 - 1966.

### Congrese
- Al X-lea Congres Internațional al lingviștilor, București, septembrie 1967.
- Al XII-lea Congres Internațional de lingvistică și filologie romanică, București, 15-20 aprilie 1968.

### Conferințe
- „Istoricul acuzativului cu pre (pe) din limba română”, Universitatea Iași, 1936.
- „Valoarea etică a literaturii române vechi”, Universitatea Iași, 1936.
- „Contribuția științifică a recenziilor”, Universitatea Iași, 1936.
- „Formarea limbilor slave”, Universitatea Populară Constanța, 1 martie 1967.

### Activitate editorială
- Revista Moldova Nouă, redactor, 1941.
- Gazeta Transnistria, redactor, 1941.
- Gazeta Transnistria, prim redactor, 1942.
- Revista Cartea Moldovanului, redactor, 1943.

## Decorații
- „Ordinul Muncii, Clasa a III-a”, Decret nr. 356/21.VI.1973 al „Consiliului de Stat” cu mențiunea: „Pentru activitatea meritorie în domeniul instruirii și educării studenților și contribuția adusă la dezvoltarea învățământului și culturii”.